# Casalbore
Casalbore község (comune) Olaszország Campania régiójában, Avellino megyében.

## Fekvése
A megye északi részén fekszik. Határai: Buonalbergo, Ginestra degli Schiavoni, Montecalvo Irpino és San Giorgio La Molara .

## Története
A települést valószínűleg a 2. században alapították Traianus császár uralkodása alatt. A Nyugatrómai Birodalom bukása után a longobárd Beneventói Hercegség része lett, majd 1020-ban a normannok érkezésével a Nápolyi Királyság része.  A következő századokban nemesi birtok volt. A 19. században nyerte el önállóságát, amikor a Nápolyi Királyságban felszámolták a feudalizmust.

## Népessége
A népesség számának alakulása:

## Főbb látnivalói
- a középkori Santa Maria dei Bossi-templom, amely egy 2. századi római sírkamrára épült
- a normann vár
- a 2. században épült Spirito Santo-híd

## Testvérvárosok
- Vinovo, Olaszország (2011)